# James Nagle

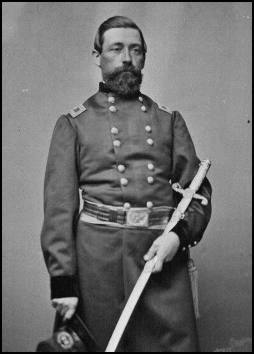
James Nagle

James Nagle (* 5. April 1822 in Reading, Pennsylvania; † 22. August 1866 in Pottsville, Pennsylvania) war ein Soldat der US Army im Mexikanisch-Amerikanischen Krieg sowie Brigadegeneral im Sezessionskrieg.

## Leben

### Mexikanisch-Amerikanischer Krieg
Nagle organisierte 1842 den Aufbau einer Artilleriebatterie in Washington und trat nach dem Beginn des Mexikanisch-Amerikanischen Krieges 1846 als Freiwilliger in das 1. Freiwilligenregiment Pennsylvanias (1st Pennsylvania Volunteers) ein. Sein Regiment wurde in Perote stationiert, um während der Belagerung von Veracruz die Verbindung zu den Belagerungstruppen zu halten. In der Folgezeit führte er eine Gruppe von Guerillas nach La Hoya und nahm nach Gefechten in Huamantla, Puebla sowie Atlixco teil, ehe er bei der Eroberung von Mexiko-Stadt eingesetzt wurde. Zuletzt war er bis zum Ende des Mexikanisch-Amerikanischen Krieges in San Angel stationiert. Am 27. Juli 1848 wurde er mit seiner Kompanie in Philadelphia aus dem aktiven Militärdienst ausgemustert. Für seine militärischen Verdienste wurde ihm vom Schuylkill County ein Schwert verliehen.

### Sezessionskrieg
Zu Beginn des Sezessionskrieges empfing er 1861 die Kommission als Oberst im 6. Regiment Pennsylvanias und erhielt kurz darauf den Auftrag zum Aufbau des 48. Regiments, in dem er Oberst wurde. In der Folgezeit diente er in Fort Monroe, den Hatteras Inseln sowie Newbern und befehligte eine Brigade des 9. Armeekorps in der zweiten Schlacht am Bull Run Ende August 1862. Kurz darauf wurde er am 10. September 1862 zum Brigadegeneral der Freiwilligentruppen ernannt und spielte in dieser Position eine führende Rolle beim Halten der Brücke während der Schlacht am Antietam unter dem Kommando von Generalmajor George B. McClellan am 17. September 1862. Nachdem am 4. März 1863 seine Ernennung auslief, wurde diese am 13. März erneuert, so dass er bis zum 9. Mai 1863 mit seiner Brigade in Kentucky und dann wegen seiner angegriffenen Gesundheit zurücktrat.
Nach dem Einmarsch von Truppen der Confederate States Army unter Robert Edward Lee in Philadelphia im Juni 1863 baute Nagle das 39. Regiment der Miliz Pennsylvanias auf und empfing die Kommission als dessen Oberst. Danach kommandierte er eine Brigade und wurde am 2. August 1863 ausgemustert. 1864 organisierte er den Indienststellung des 149. Regiments von Pennsylvania für einen hunderttägigen Dienst, wurde dessen Oberst und bewachte bis zum Ende seiner Dienstzeit die Zugänge nach Baltimore.